# エアロビー

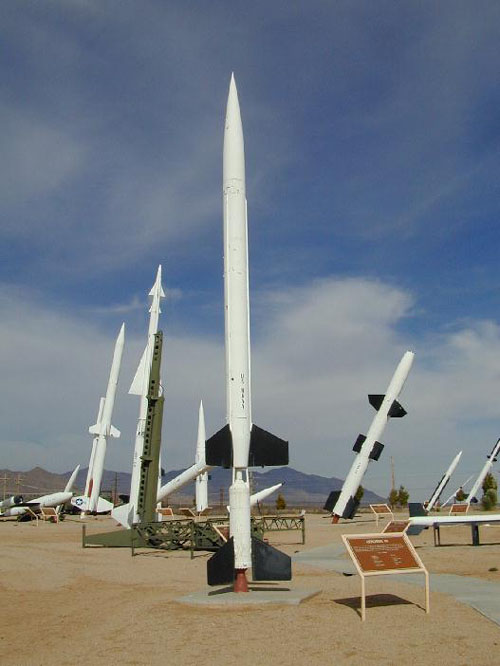
ホワイトサンズ・ミサイル実験場博物館のエアロビーハイミサイル

エアロビー（Aerobee）は、大気上層や宇宙線を研究するための小型（8m）の弾道飛行観測ロケットである。1950年代にアメリカ合衆国で用いられた。
エアロジェット社で1946年に開発がスタートし、1947年11月24日にニューメキシコ州のホワイトサンズ・ミサイル実験場で初めて打ち上げられ、56kmの高度に達した。
ロケットは固体燃料ブースターと硝酸/アニリンサスティナーの2段式で、230kmの高度まで到達することが可能であった（後に400kmまで延長された）。機器は常に遠隔操作され、パラシュートで回収された。
ロケットが高度に達するのに十分なスピードを得るため、53mの高い打上げ塔を必要とした。打上げ塔はワロップス島のホワイトサンズ・ミサイル実験場で製造され、ミサイル実験艦ノートン・サウンド上に設置された。エアロビーは68kgのペイロードを130kmの高度まで運搬する能力を有した。
初めて機器を運んだエアロビーは、1948年3月5日に打ち上げられたA-5で、宇宙線測定のための機器を運び、117.5kmの高度に達した。最後の打上げは1958年で、それまでに改良機も含めて、この場所から165機の打上げが成功した。ヴァンガード計画では1段目にヴァイキング、2段目にエアロビー、3段目に固体燃料ロケットを使用してヴァンガード1号が打ち上げられた。エアロビーの改良機は、1968年から1969年にアポロ計画に関連した研究のために打ち上げられた。エアロビーの開発者達によって、エアロビーハイも開発され、1955年に初めて打ち上げられた。
世界中で、合計改良機も含めて1037機のエアロビーが打ち上げられた。最後の打上げは1985年1月17日であった。

## データ

### エアロビー
- ペイロード:68kg
- 最高飛行高度:130km
- 離陸推力:18kN
- 合計質量:727kg
- 直径:0.38m
- 全長:7.80m

### エアロビー75
- ペイロード:80kg
- 離陸推力:7.00kN
- 合計質量:400kg
- 全長:6.00m

### エアロビー150
- ペイロード:68kg
- 最高飛行高度:270km
- 離陸推力:18kN
- 合計質量:930kg
- 直径:0.38m
- 全長:9.30m

### エアロビー170

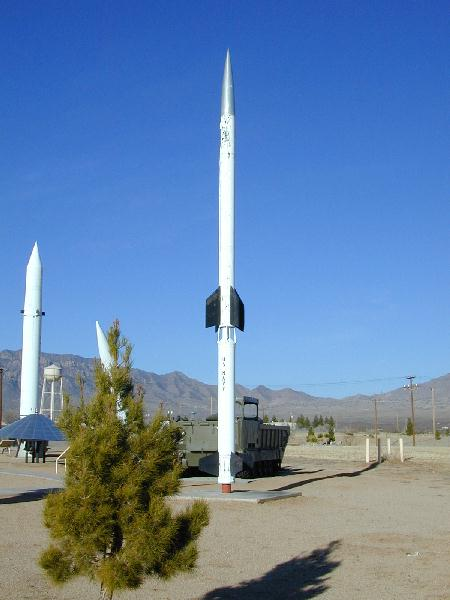
ホワイトサンズ・ミサイル実験場博物館のエアロビー170

- 最高飛行高度:200km
- 離陸推力:225kN
- 合計質量:1270kg
- 直径:0.42m
- 全長:12.60m

### エアロビー170A
- 最高飛行高度:200km
- 離陸推力:217kN
- 合計質量:1270kg
- 直径:0.42m
- 全長:12.40m

### エアロビー170B
- 最高飛行高度:200km
- 離陸推力:225kN
- 合計質量:1270kg
- 直径:0.42m
- 全長:12.40m

### エアロビー200
- 最高飛行高度:250km
- 離陸推力:225kN
- 合計質量:1600kg
- 直径:0.42m
- 全長:12.60m

### エアロビー300
- ペイロード:45kg
- 最高飛行高度:300km
- 離陸推力:18kN
- 合計質量:983kg
- 直径:0.38m
- 全長:9.90m

### エアロビー350
- ペイロード:227kg
- 最高飛行高度:450km
- 離陸推力:217kN
- 合計質量:3839kg
- 直径:0.56m
- 全長:15.90m
- 翼幅:2.30m